# Arracht
Arracht (irisch für „Monster“, internationaler Titel ebenfalls Monster) ist ein Filmdrama von Tom Sullivan (eigentlich Tomás Ó Súilleabháin), das im November 2019 im Rahmen des Tallinn Black Nights Film Festivals seine Premiere feierte und am 6. November 2020 in die irischen Kinos kam. Der Film spielt zu Beginn der Großen Hungersnot in Irland Mitte des 19. Jahrhunderts. Arracht wurde von Irland als Beitrag für die Oscarverleihung 2021 als bester Internationaler Film eingereicht.

## Handlung
Nach Ernteausfällen in ganz Europa ist es 1845 auch in Irland zu einer großen Hungersnot gekommen. Colmán Sharkey, ein Fischer, Vater und Ehemann, ist einflussreich und im Dorf angesehen. Auf Wunsch eines Priesters hat er gerade einen Fremden aufgenommen. Patsy hat als Soldat in den Napoleonischen Kriegen gedient. Colmán ist ein herzensguter Mann, und seine Familie, sein Bruder, seine Frau Maggie und ihr kleiner Sohn, gewähren ihm ihre Gastfreundschaft.
Patsy ist kurz vor Beginn der Kartoffelpest zu ihnen gekommen, die nach und nach zum Tod und zur Vertreibung von Millionen Menschen führt. Während die Ernte auf den Feldern verrottet, reisen Colmán, sein Bruder und Patsy zum Haus des englischen Großgrundbesitzers, um einen Zahlungsaufschub für die Pachtbauern zu beantragen. Ansonsten, so glaubt Colmán, werde die Gemeinde diese schweren Zeit wohl nicht überstehen.  Seine Bitte stößt jedoch auf taube Ohren.

## Historisches

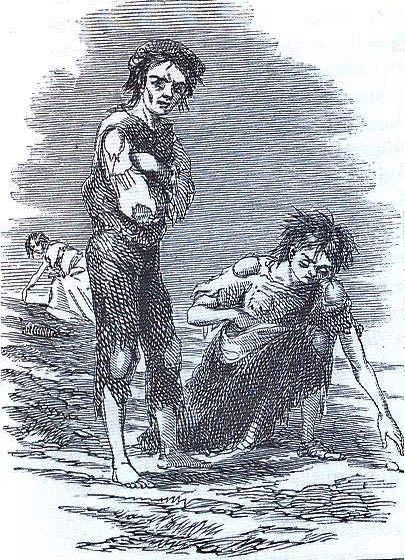
Die Jahre zwischen 1845 und 1849 gingen als „The Great Famine“ in die irische Geschichte ein.

Zwischen 1845 und 1849 kam es in Folge mehrerer, durch die damals neuartige Kartoffelfäule ausgelöster, Missernten zu einer Hungersnot in Irland. Die Folgen der Missernten wurden durch die Politik der Whig-Regierung unter Lord John Russell noch erheblich verschärft, die nicht von ihrer Laissez-faire-Ideologie abweichen wollte. Die auf dem Markt vorhandenen Lebensmittel wurden von anderen Bevölkerungsgruppen erworben, auch wenn sie weniger bedürftig waren, oder vorbei an den Hungernden zu den Exporthäfen transportiert. Die Käufer in anderen Teilen des Vereinigten Königreichs waren zahlungskräftiger als die notleidende irische Bevölkerung.
Die Kartoffelpest, die ab Spätsommer 1845 Irland heimsuchte, hatte fatale Folgen für die kleinen Pachtbauern des Landes. Seit 1541 stand Irland völlig unter englischer Herrschaft, und der Boden, den sie bewirtschafteten, gehörte überwiegend englischen Großgrundbesitzern. Die irischen Bauern bearbeiteten das Land als Pächter, bauten darauf Kartoffeln und Getreide an und hielten kleine Mengen Vieh. Das Getreide und die tierischen Produkte dienten zur Pachtzahlung an die Großgrundbesitzer und wurden nach England verbracht. Die Kartoffeln hingegen, die einfach, billig und schnell anzubauen waren, stellten das Hauptnahrungsmittel der irischen Bevölkerung dar. Einen Teil der Kartoffelernte bewahrten die Bauern normalerweise als Saatgut für das nächste Jahr auf, doch der geringe Ertrag ließ den Bauern in dieser Zeit keine Wahl als auch diesen Teil als Nahrung zu verwenden. Zum Hunger gesellten sich Seuchen wie Pest und Typhus. Die Jahre zwischen 1845 und 1849, in denen eine Million Menschen starben und damit etwa zwölf Prozent der irischen Bevölkerung, gingen als „The Great Famine“ in die irische Geschichte ein.

## Produktion
Regie führte Tom Sullivan, der auch das Drehbuch schrieb.
Die Hauptrolle von Colmán Sharkey wurde mit Dónall Ó Héalaí besetzt. Für Dara Devaney, der seinen Gast Patsy spielt, ist es nach der Rolle von Micí Finky Ó Foghlú in Finky die zweite Hauptrolle in einer irischen Produktion innerhalb weniger Jahre. Elaine O’Dwyer spielt Colemans Frau Maggie. Michael McElhatton spielt den englischen Großgrundbesitzer, Saise Ní Chuinn spielt das junge Mädchen namens Kitty.
Die Dreharbeiten fanden in der westirischen Stadt Galway statt, wo auch Hauptdarsteller Ó Héalaí geboren wurde.
Die Premiere des Films erfolgte am 29. November 2019 im Rahmen des Tallinn Black Nights Film Festivals. Ende Februar, Anfang März 2020 wurde er sowohl beim Glasgow Film Festival als auch beim Dublin International Film Festival vorgestellt. Am 6. November 2020 kam er in die irischen Kinos.

## Rezeption

### Kritiken
Fionnuala Halligan von Screen International schreibt, es sei eine Freude zu sehen, wie ein irischsprachiger Film versucht, die tragische Geschichte des Landes mit moderneren Elementen von Genrekonventionen zu verbinden. Sie hebt die schauspielerische Leistung von Dónall Ó Héalaí in der Hauptrolle und die Kameraarbeit von Kate McCullough hervor.
Amber Wilkinson von Eye for Film erklärt hierzu, Kamerafrau McCullough betone die Größe des Meeres, das eine wichtige Rolle im Film spielt, wenn sie es flach, grau und unerbittlich zeichne, indem sie ihre Kamera tief im Wasser hält. Das Meer werde für Colmán zu einer Konstante, da es gleichermaßen eine Fluchtmöglichkeit und eine Nahrungsquelle biete. Obwohl Arracht nicht offen politisch sei, lasse der Film keinen Zweifel, wer die Bösen sind, so wenn der englische Leutnant auf frühere Ernteausfälle und „vollkommen akzeptable“ Sterblichkeitsraten verweist.

### Auszeichnungen
Arracht wurde von Irland als Beitrag für die Oscarverleihung 2021 in der Kategorie Bester Internationaler Film eingereicht und gelangte auch in die Vorauswahl für die Golden Globe Awards 2021 (Bester fremdsprachiger Film). Im Folgenden eine Auswahl weiterer Nominierungen und Auszeichnungen.
Camerimage 2020
- Nominierung als Bestes Kameradebüt (Kate McCullough)[11]

Dublin International Film Festival 2020
- Auszeichnung als Bester Schauspieler mit dem Discovery Award (Dónall Ó Héalaí)
- Auszeichnung als Bester irischer Film mit dem Dublin Film Critics Award (Tom Sullivan)[12]

Glasgow Film Festival 2020
- Auszeichnung mit dem Publikumspreis (Tom Sullivan)[13]

Irish Film and Television Academy Awards 2020
- Nominierung als Bester Film 2020
- Nominierung für die Beste Regie (Tom Sullivan)
- Nominierung für das Beste Drehbuch (Tom Sullivan)
- Nominierung als Bester Hauptdarsteller (Dónall Ó Héalaí)
- Nominierung als Bester Nebendarsteller (Dara Devaney)
- Nominierung für die Beste Kamera (Kate McCullough)
- Nominierung für die Besten Kostüme (Clodagh Deegan)
- Nominierung für das Beste Makeup & Hair (Niamh O’Loan)
- Nominierung für die Beste Ausstattung (Padraig O’Neil)
- Auszeichnung für die Beste Filmmusik (KÍLA)
- Auszeichnung für den Besten Ton (Brendan Rehill und Alan Scully)[14][15]